# Läderklubb

Läderprideflaggan

En läderklubb är en klubb för människor som är intresserade av läderkulturen och finner sexuell tillfredsställelse av "läder" i utvidgad mening, det vill säga fetischer för olika material som läder, gummi, olika plaster med flera.
En läderklubb fungerar som en social plattform för vänskap och sexuella möten mellan människor som föredrar ideal som fokuserar på de sexuella uttrycken förknippade med material som läder och gummi. Läderkulturens utseendemässiga ideal kretsar mycket kring begrepp som "maskulinitet" och "sexuell manlighet" kombinerat med någon av de fetischer som accepteras inom läderkulturen. De kvinnliga inslagen i läderkulturen blir dock allt vanligare.
Den symbol som oftast används är densamma som BDSM-kulturen använder, läderflaggan.
I Sverige finns tre läderklubbar, SLM Stockholm startad 1975, SLM Malmö startad 1989 och SLM Göteborg i nuvarande tappning startad 1994 (i Göteborg har det också längre tillbaka funnits SLM-klubb). SLM betyder Scandinavian Leather Men och klubbar med detta namn finns även i Köpenhamn och Oslo. Samtliga klubbar är anslutna till den nordisk/baltiska samarbetsorganisationen Top of Europe och till den europeiska, ECMC, European Confederation of Motorcycle Clubs.

## Fetischer inom läderkulturen
Alla läderklubbar har en strikt klädkod som besökarna måste följa. Klädkoden är anpassad till de fetischer som läderkulturen omfattar.

### Läder
Ursprunget är MC-förares läderställ. Klassiska MC-ställ används gärna ihop med vit t-shirt och MC-boots. Men läderklädsel mer inspirerad av BDSM-världen förekommer också, med harnesk, halsband, handledremmar, chaps med nakna skinkor med mera. Svart/mörkt läder är det vanliga, ljust/klart färgat läder används inte.

### Gummi
Alla varianter av gummikläder, allt från heltäckande overaller till kortbyxor eller regnjacka accepteras inom kulturen. Vissa kombinerar med gasmask. En del kombinerar denna fetisch med olika former av "wet sex".

### Uniform
Klädkoden omfattar en mängd olika uniformsfetischer, allt från polisuniformer och militära kläder till historiska uniformer och så vidare. Gärna med korrekt mössa, stövlar och övriga detaljer. Vapen och alla typer av rasistiska symboler är dock förbjudna inom samtliga läderklubbar i Europa.

### Grovarbetare
En del läderklubbar accepterar grova arbetskläder av typen blåställ, hjälm, rutig arbetarskjorta, blåjeans och så vidare i kombination med grova kängor.

### Skinhead
Den klassiska skinnskallen med rakat huvud, blekta jeans, t-shirt, grova högskaftade kängor och eventuellt en bomberjacka har en plats inom läderkulturen. Notera att dessa skinskallar inte har något, annat än klädseln, gemensamt med rasistiska/nazistiska skinnskallar. Bögar som identifierar sig med skinheadkulturen kallas även för gayskins.

### Sportkläder
Manligt laddade sportkläder som hockeställ, rugbykläder, fotbollskläder, brottningsdräkter etc kombinerad med sneakers är en accepterad klädkod inom läderkulturen, dock inte hos samtliga läderklubbar.

## Näsduksspråket
Bruket att låta en näsduk i vänster eller höger bakficka markera vilken fetisch och vilka sexuella önskemål personen har, härrör från läderkulturen. Olika färger markerar olika sexuella preferenser och fetischer och placeringen avgör om bäraren helst är passiv (mottagare) eller aktiv (den som penetrerar). Vänster bakficka innebär att bäraren är aktiv, höger att han är passiv. En ombytlig bärare placerar näsduken kring halsen istället.